# نورودوم ناريندرابونغ
نورودوم ناريندرابونغ هو أمير كمبودي راحل، والده الملك الراحل نورودوم سيهانوك وأمه الملكة الأم نورودوم مونينياث وأخوه الملك الحالي نورودوم سيهاموني.